# بلدة مونتاغو (ميشيغان)
مونتاغو (بالإنجليزية: Montague Township, Michigan)‏ هي بلدة تقع بولاية ميشيغان في الولايات المتحدة. تبلغ مساحتها 49.9 (كم²)، وترتفع عن سطح البحر 310 م، بلغ عدد سكانها 1637 نسمة في عام 2000 حسب إحصاء مكتب تعداد الولايات المتحدة .

## وصلات خارجية
- The US50 - Cities and Towns in Michigan State
- Michigan Cities and Towns, Facts, Map, Flag, Colleges, Government, and More